# BMW Open 2024
BMW Open 2024 a fost un turneu profesionist de tenis organizat în cadrul circuitului masculin ATP, care are a avut loc în perioada 15–21 aprilie, la München, Germania, pe terenuri cu zgură. A fost cea de-a 108-a ediție a BMW Open, parte a categoriei ATP 250 din sezonul Circuitul ATP 2024.

## Campioni

### Simplu
Pentru mai multe informații consultați BMW Open 2024 – Simplu

### Dublu
Pentru mai multe informații consultați BMW Open 2024 – Dublu

## Puncte și premii în bani

### Distribuția punctelor
| Probă  | C   | F   | SF  | QF | Runda 2 | Runda 1 | Q   | Q2  | Q1  |
| Simplu | 250 | 165 | 100 | 50 | 25      | 0       | 12  | 7   | 0   |
| Dublu  | 250 | 150 | 90  | 45 | N/A     | 0       | N/A | N/A | N/A |

### Premii în bani
| Probă  | C        | F        | SF       | QF       | Runda 2 | Runda 1 | Q2      | Q1      |
| Simplu | 81.166 € | 47.341 € | 27.834 € | 16.127 € | 9.362 € | 5.724 € | 2.860 € | 1.561 € |
| Dublu* | 28.190 € | 15.085 € | 8.841 €  | 4.946 €  | 2.910 € | N/A     | N/A     | N/A     |

*per echipă